# سام برنز (بازیکن فوتبال)
سام برنز (انگلیسی: Sam Burns؛ زادهٔ ۹ اوت ۲۰۰۲) بازیکن فوتبال است.